# 666. grenadirski polk (Wehrmacht)
666. grenadirski polk (izvirno nemško 666. Grenadier-Regiment; kratica 666. GR) je bil pehotni polk Heera v času druge svetovne vojne.

## Zgodovina
Polk je bil ustanovljen 15. oktobra 1942 in dodeljen 370. pehotni diviziji.
Avgusta 1944 je bil polk uničen.